# Charles Goodnight

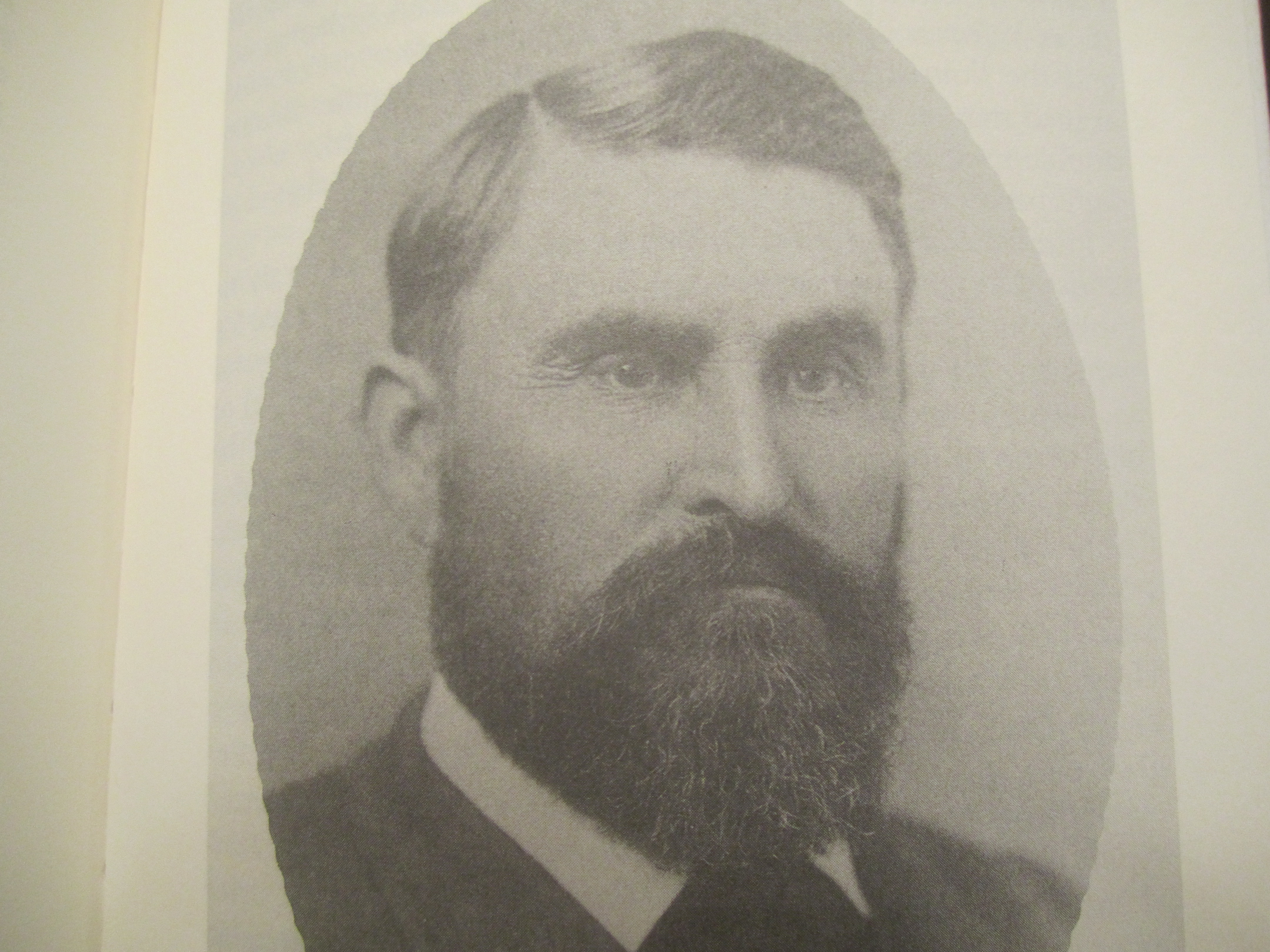
Charles Goodnight

Charles Goodnight (* 5. März 1836 in Macoupin County; † 12. Dezember 1929 in Phoenix, Arizona) war ein Viehzüchter in den USA, der Ranching betrieb.

## Leben
1856 wurde er Cowboy und beteiligte sich an den Kämpfen gegen die Comanchen. 1857 wurde er Texas Ranger. Im Bürgerkrieg beteiligte er sich auf der Seite der Konföderierten Staaten von Amerika an den Kämpfen. 1866 trieb er zusammen mit Oliver Loving eine Viehherde nach Norden. Dieser Weg trägt heute den Namen Goodnight-Loving Trail. Ebenfalls auf Goodnight geht der Chuckwagon zurück. 1870 heiratete er Mary Ann Dyer und erfand für sie einen Damensattel.
Während seiner Zeit als Viehzüchter kreuzte er Bisons mit Rindern und erhielt so das so genannte Beefalo.
Nach dem Tod seiner Frau 1926 erkrankte er schwer, wurde jedoch von einer Krankenschwester namens Corinne Goodnight wieder gesund gepflegt und die beiden heirateten 1927. Während seiner letzten Jahre versuchte er sich noch als Filmproduzent.